# Nondenticentrus melanicus
Nondenticentrus melanicus är en insektsart som beskrevs av Yuan och Xiaolong Cui. Nondenticentrus melanicus ingår i släktet Nondenticentrus och familjen hornstritar. Inga underarter finns listade i Catalogue of Life.